# ペレグリ・クラーベ
ペレグリ・クラーベ（Pelegrí Clavé i Roqué 、1811年6月17日 - 1880年9月13日）はスペイン（カタルーニャ）生まれの画家である。1846年から1868年の間、メキシコの美術学校、アカデミア・デ・サン・カルロス(Academia de San Carlos)で教えた。

## 略歴
バルセロナで生まれた。バルセロナのジョッチャ美術学校(Escola de la Llotja)で、Salvador Mayolらに学んだ。美術学校で開かれる定期展覧会では何度か賞を受賞した。同時期の学生にはJosep Arrau i Barba(1802-1872) やClaudi Lorenzale i Sugrañes(1814-1889)がいる。
1834年に奨学金を得て彫刻家のマヌエル・ビラール(Manuel Vilar i Roca: 1812-1860)とローマに留学し、アカデミア・ディ・サン・ルカでトンマーゾ・ミナルディ(Tommaso Minardi: 1787–1871)や彫刻家のピエトロ・テネラニ(Pietro Tenerani: 1789–1869)に学んだ。ミナルディからはナザレ派のスタイルを学んだ。ナザレ派の画家、ヨハン・フリードリヒ・オーファーベックやペーター・フォン・コルネリウスからも影響を受けた。マルセイユやジェノバ、フィレンツェ、ピサ、シエナ、ヴィテルボも訪れ、エウジェーニオ・ランデシオやフェデリコ・デ・マドラーソといった画家とも知りあった。
1834年にミラノで展示会を行い、奨学金の支給期間が終わった後もローマに留まり画家として活動した。
1846年にイタリア駐在のメキシコ合衆国の公使と契約し、マヌエル・ビラールとともにメキシコシティの美術学校、アカデミア・デ・サン・カルロスの絵画部門と彫刻部門をそれぞれ監督するためにメキシコに渡った。ペレグリ・クラーベは1846年から1868年までメキシコで暮らした。
メキシコでは。上流階級の人々の肖像画や歴史画を描き、弟子たちが描いたメキシコシティのサンフェリペ・ネリ教会の天井画の下絵を描いた。この壁画は1914年に火災で失われた。
1868年にバルセロナに帰国し、バルセロナの美術アカデミー(現在のReial Acadèmia Catalana de Belles Arts de Sant Jordi)の会員に選ばれ、ローマに派遣する芸術家の選定する役職も務めた。

## 作品

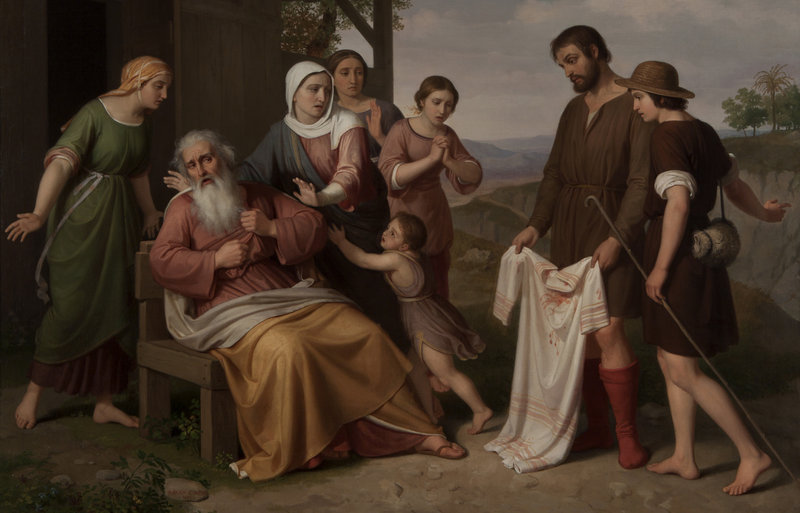
息子のヨセフの血染めのチュニカを受け取るヤコブ(1842)、ジローナの美術館蔵
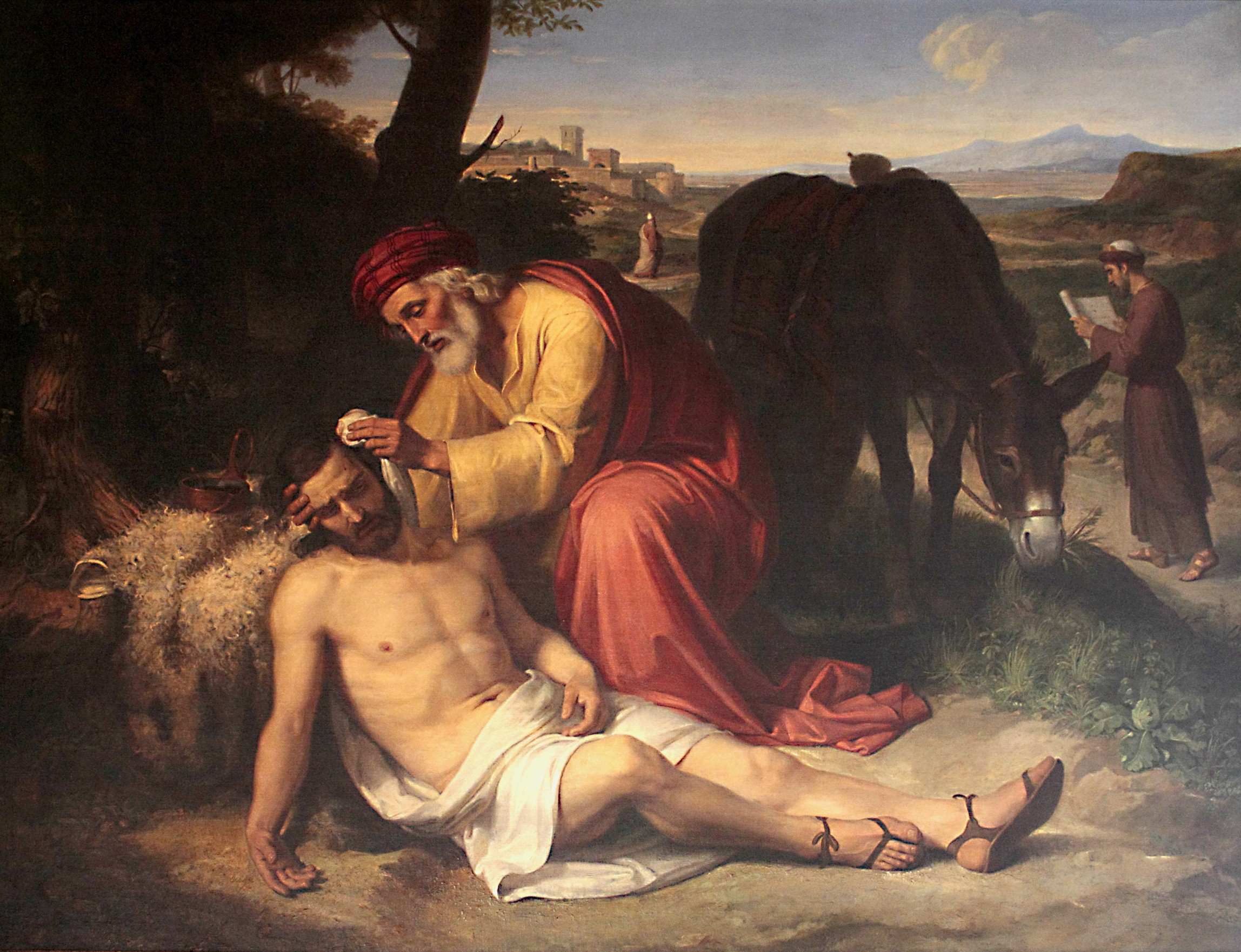
「善きサマリア人」 (1838)、Reial Acadèmia Catalana de Belles Arts de Sant Jordi 蔵

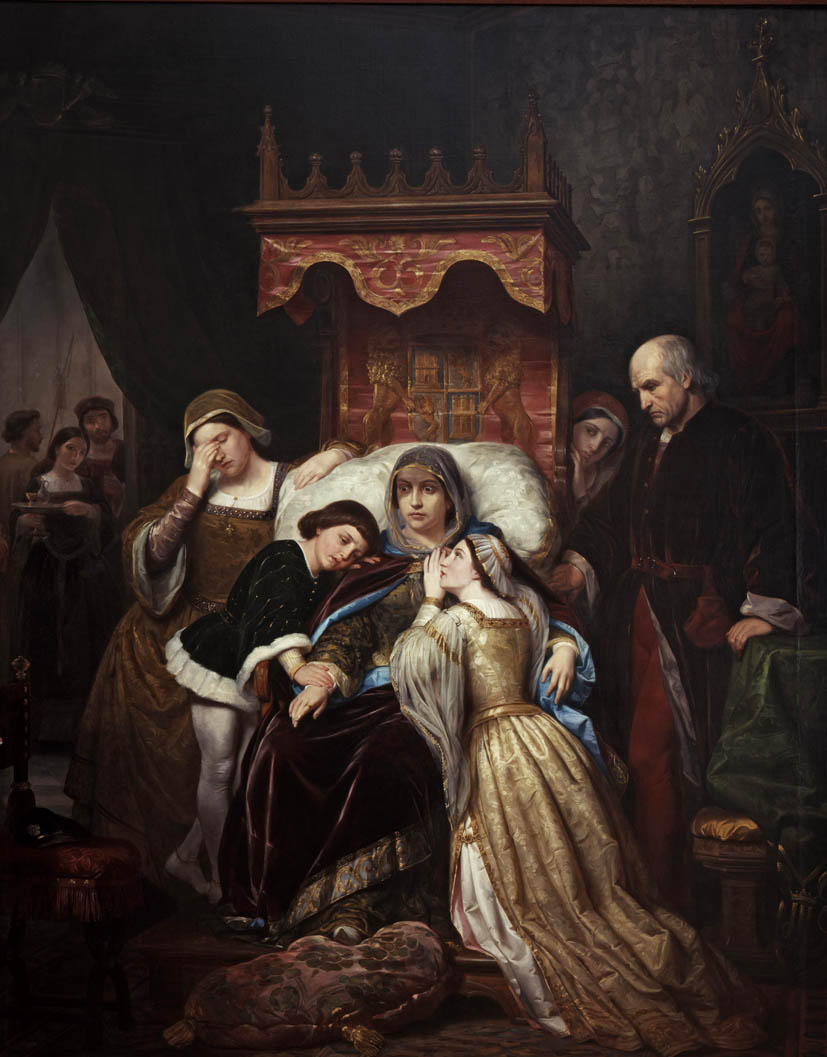
『イサベル・デ・ポルトゥガルの狂気』(1855)、
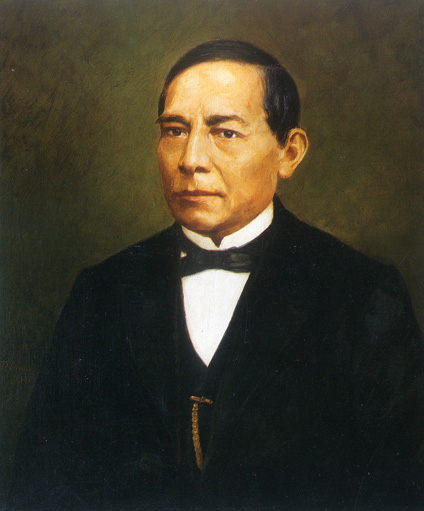
ベニート・フアレス(メキシコ大統領)の肖像画　(1861)
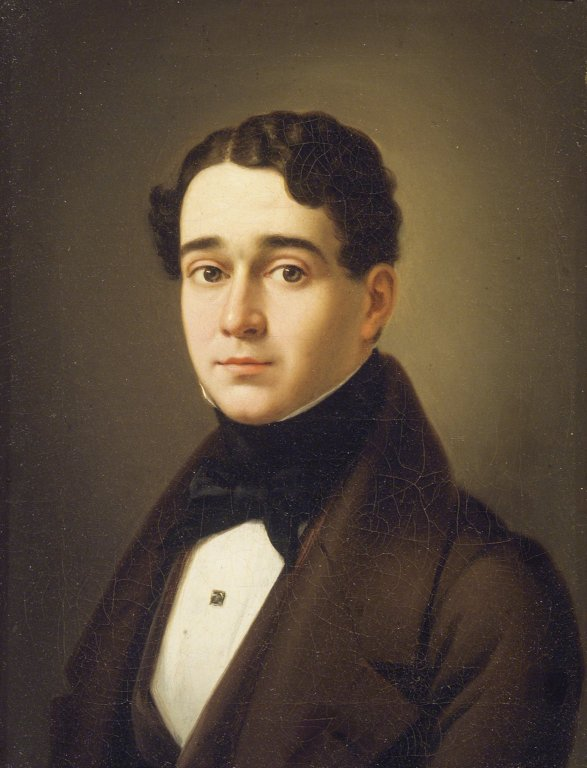
肖像画(c.1840)、ブルックリン美術館蔵
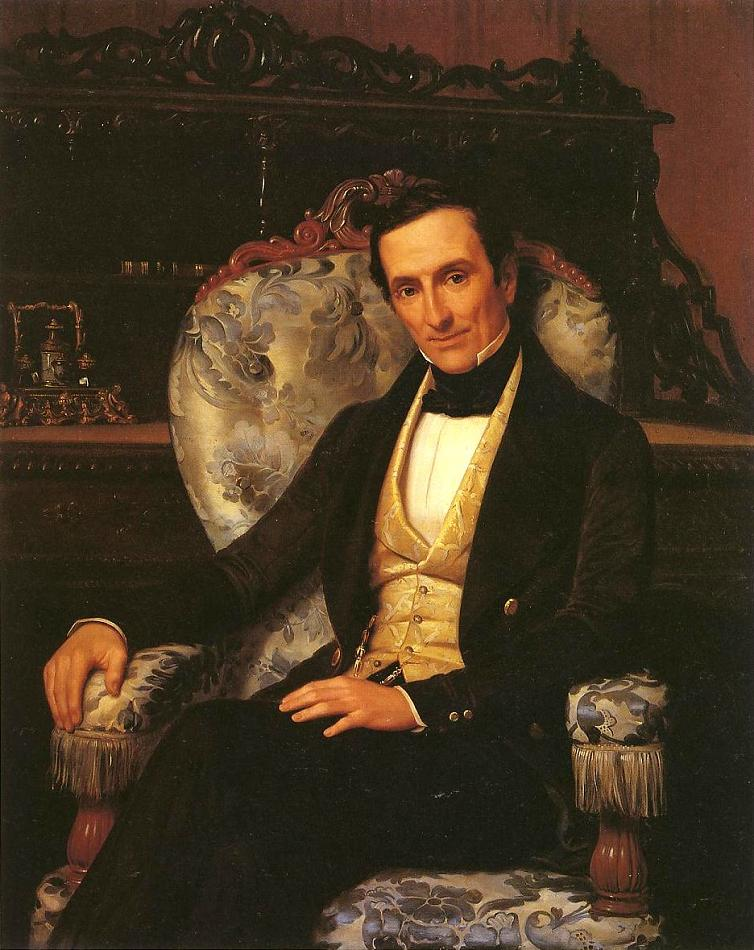
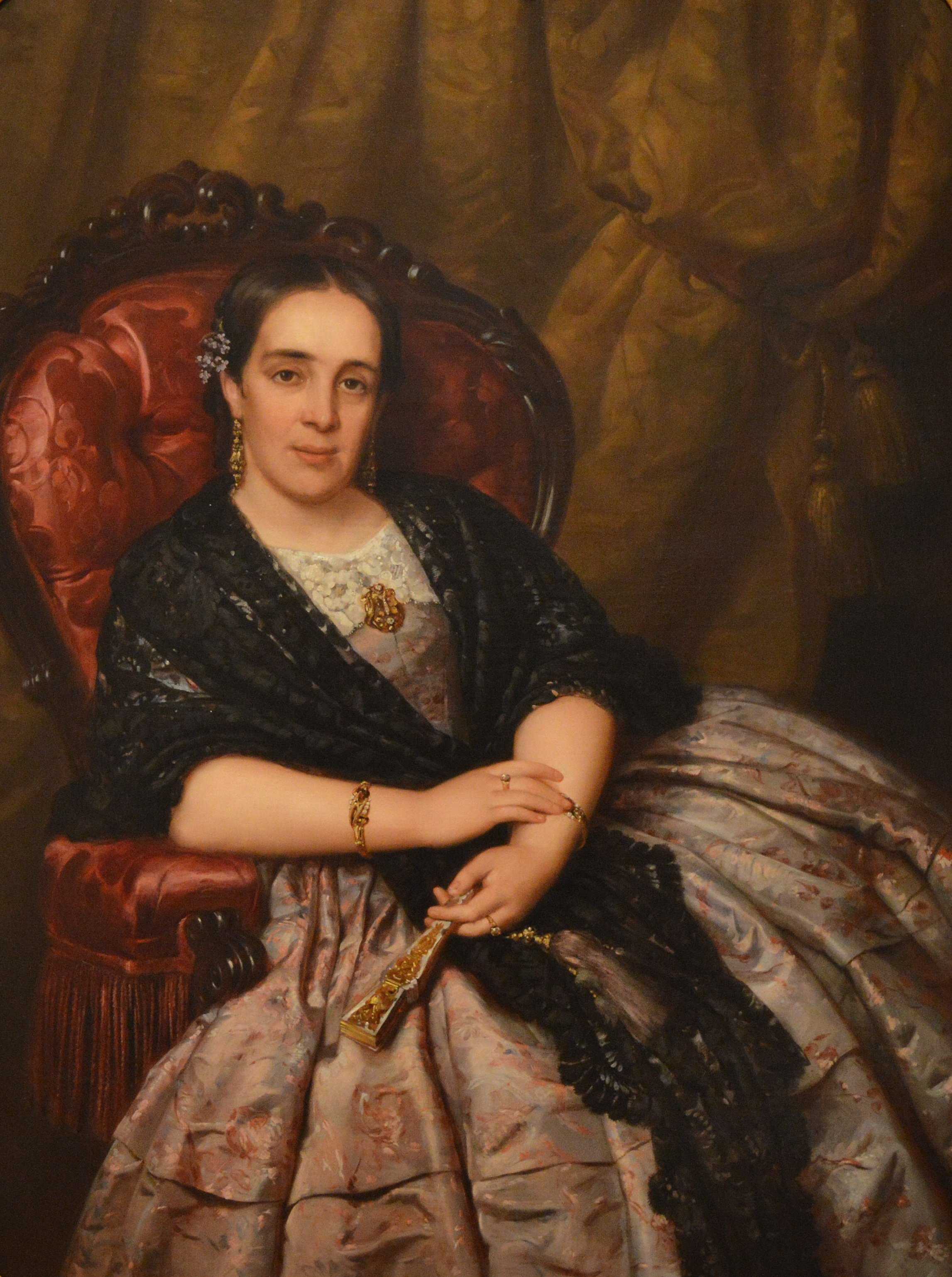